# A budapesti Thököly út épületeinek listája
Az alábbi lista a budapesti Thököly út épületeit mutatja be. Az üres telkek kék színnel kiemelve jelennek meg a listában.

### 1-10.
| Kép | Szám | Név                        | Építés ideje        | Tervező                              | Stílus                 | Megjegyzés |
| --- | ---- | -------------------------- | ------------------- | ------------------------------------ | ---------------------- | --- |
|     | 1-3. | háromemeletes saroklakóház | 1890 k. / 1895 k.   |                                      | historizáló–eklektikus | |
|     | 2.   | T2 irodaház                | 1990–1992           |                                      | kortársi modern        | 1987. október 26-án a korábban itt álló egyemeletes lakóház előtti szakaszon felrobbant egy 500 mm-es víznyomócső. A víz alámosta a ház falát és elárasztotta a pincét. A földszinti Keravill üzlet egy része beleszakadt a pincébe. A statikai vélemény alapján az életveszélyessé vált házat napokon belül lebontották. A jelenlegi épületet 1990-ben kezdték el építeni és 1992 februárjában készült el, majd áprilisban nyitották meg Arzenál Áruház néven. |
|     | 4.   | kétemeletes lakóház        | 1890 k.             |                                      | historizáló–eklektikus | |
|     | 5.   | háromemeletes lakóház      | 1895 k.             |                                      | historizáló–eklektikus | |
|     | 6.   | kétemeletes lakóház        | 1890 k.             |                                      | historizáló–eklektikus | |
|     | 7.   | kétemeletes saroklakóház   | 1885 k.             |                                      | historizáló–eklektikus | |
|     | 8.   | ötemeletes lakóház         | 1898 k.             |                                      | historizáló–eklektikus | |
|     | 9.   | háromemeletes saroklakóház | 1890 k. / 1896–1897 | Schweiger Gyula (kérdéses szerzőség) | historizáló–eklektikus | |
|     | 10.  | háromemeletes lakóház      | 1894                | Schomann Ferenc                      | historizáló–eklektikus | |

### 11-20.
| Kép | Szám | Név                        | Építés ideje | Tervező                              | Stílus                 | Megjegyzés                      |
| --- | ---- | -------------------------- | ------------ | ------------------------------------ | ---------------------- | ------------------------------- |
|     | 11.  | háromemeletes lakóház      | 1885 k.      |                                      | historizáló–eklektikus |                                 |
|     | 12.  | háromemeletes lakóház      | 1895 k.      |                                      | historizáló–eklektikus |                                 |
|     | 13.  | háromemeletes lakóház      | 1890 k.      |                                      | historizáló–eklektikus |                                 |
|     | 14.  | háromemeletes lakóház      | 1898         |                                      | historizáló–eklektikus | A 2010-es években felújították. |
|     | 15.  | háromemeletes lakóház      | 1895 k.      |                                      | historizáló–eklektikus |                                 |
|     | 16.  | háromemeletes lakóház      | 1891–1892    |                                      | historizáló–eklektikus |                                 |
|     | 17.  | négyemeletes lakóház       | 1898 k.      |                                      | historizáló–eklektikus |                                 |
|     | 18.  | kétemeletes lakóház        | 1880 k.      |                                      | historizáló–eklektikus |                                 |
|     | 19.  | háromemeletes lakóház      | 1890 / 1896  | Schweiger Gyula (kérdéses szerzőség) | historizáló–eklektikus |                                 |
|     | 20.  | háromemeletes saroklakóház | 1894–1895    |                                      | historizáló–eklektikus |                                 |

### 21-30.
| Kép | Szám | Név                                      | Építés ideje | Tervező      | Stílus                 | Megjegyzés                                               |
| --- | ---- | ---------------------------------------- | ------------ | ------------ | ---------------------- | -------------------------------------------------------- |
|     | 21.  | háromemeletes lakóház                    | 1895 k.      |              | historizáló–eklektikus |                                                          |
|     | 22.  | kétemeletes saroklakóház                 | 1885 k.      |              | historizáló–eklektikus |                                                          |
|     | 23.  | háromemeletes lakóház                    | 1895 k.      |              | historizáló–eklektikus |                                                          |
|     | 24.  | egyemeletes saroklakóház                 | 1880 k.      |              | historizáló–eklektikus |                                                          |
|     | 25.  | háromemeletes lakóház                    | 1890 k.      |              | historizáló–eklektikus |                                                          |
|     | 26.  | háromemeletes lakóház                    | 1927–1928    |              | historizáló–eklektikus | 1 emeletet utólag építettek rá.                          |
|     | 27.  | négyemeletes saroklakóház (Schanzer-ház) | 1904–1905    | Schütz Rezső | szecessziós            | Az épület külső díszítményei az idők során elpusztultak. |
|     | 28.  | háromemeletes lakóház                    | 1895 k.      |              | historizáló–eklektikus |                                                          |
|     | 29.  | Reiner Frigyes park                      |              |              |                        | A terület 1989 óta viseli Reiner Frigyes nevét.          |
|     | 30.  | háromemeletes saroklakóház               | 1892         |              | historizáló–eklektikus |                                                          |

### 31-40.
| Kép | Szám       | Név                        | Építés ideje | Tervező | Stílus                 | Megjegyzés                                                                                                |
| --- | ---------- | -------------------------- | ------------ | ------- | ---------------------- | --- |
|     | 31-33/a-c. | ötemeletes lakóház         | 2010-es évek |         | modern                 | |
|     | 32.        | egyemeletes saroklakóház   | 1880 k.      |         | historizáló–eklektikus | |
|     | 34.        | kétemeletes lakóház        | 1896         |         | historizáló–eklektikus | |
|     | 35-39.     | üres telek                 |              |         |                        | Kisebb lakóházak álltak itt. Az életveszélyessé vált 35 és 37 számú házat a 2010-es években bontották el. |
|     | 36.        | háromemeletes saroklakóház | 19. sz.      |         | historizáló–eklektikus | |
|     | 38.        | háromemeletes saroklakóház | 19. sz.      |         | historizáló–eklektikus | |
|     | 40.        | háromemeletes lakóház      | 19. sz.      |         | historizáló–eklektikus | |

### 41-50.
| Kép | Szám   | Név                                                                                      | Építés ideje         | Tervező                       | Stílus                 | Megjegyzés                                        |
| --- | ------ | ---------------------------------------------------------------------------------------- | -------------------- | ----------------------------- | ---------------------- | ------------------------------------------------- |
|     | 41.    | egyemeletes villa                                                                        | 19. sz.              |                               | historizáló–eklektikus | Vietnám budapesti nagykövetsége                   |
|     | 42.    | négyemeletes lakóház                                                                     | 1890 k.              |                               | historizáló–eklektikus |                                                   |
|     | 43.    | egyemeletes lakóház                                                                      | 19. sz.              |                               | historizáló–eklektikus |                                                   |
|     | 44.    | háromemeletes lakóház                                                                    | 1888                 |                               | neobarokk              | bővítették Kocsis Tivadar tervei alapján 1927-ben |
|     | 45.    | egyemeletes lakóház                                                                      | 19. sz.              |                               | historizáló–eklektikus |                                                   |
|     | 46.    | háromemeletes lakóház (Szenes-ház)                                                       | 1905-1906            | Ifj. Nagy István              | szecessziós            |                                                   |
|     | 47.    | egyemeletes lakóház                                                                      | 19. sz.              |                               | historizáló–eklektikus |                                                   |
|     | 48-54. | Budapesti Műszaki Szakképzési Centrum Petrik Lajos Két Tanítási Nyelvű Technikum épülete | 1912                 | Bálint Zoltán és Jámbor Lajos | premodern              |                                                   |
|     | 48-54. | Budapesti Műszaki Szakképzési Centrum Petrik Lajos Két Tanítási Nyelvű Technikum épülete | 20. sz. második fele |                               | modern                 |                                                   |
|     | 49.    | egyemeletes lakóház                                                                      | 19. sz.              |                               | historizáló–eklektikus |                                                   |

### 51-60.
| Kép | Szám  | Név                              | Építés ideje | Tervező                    | Stílus                 | Megjegyzés |
| --- | ----- | -------------------------------- | ------------ | -------------------------- | ---------------------- | --- |
|     | 51.   | egyemeletes lakóház              | 19. sz.      |                            | historizáló–eklektikus | |
|     | 52.   | egyemeletes lakóház              | 19. sz.      |                            | historizáló–eklektikus | |
|     | 53.   | egyemeletes lakóház              | 19. sz.      |                            | historizáló–eklektikus | |
|     | 55.   | kétemeletes lakóház              | 19. sz.      |                            | modern                 | |
|     | 56.   | egyemeletes lakóház              | 19. sz.      |                            | historizáló–eklektikus | Az egykori Vasas Székház, Vasmunkás Otthon épülete; később a Glória, majd a Sport mozi működött benne. Rózsafüzér Királynéja Katolikus Plébánia működik benne. |
|     | 57/a. | Magyar Acetilénlámpa Rt. villája | 1907         | Román Miklós és Román Ernő | népies szecessziós     | |
|     | 57/b. | A Kert bisztró                   |              |                            | modern                 | |
|     | 58.   | Rózsafüzér Királynéja-templom    | 1912–1915    | Hofhauser Antal            | neogótikus             | |
|     | 59/a. | kétemeletes lakóház              | 19. sz.      |                            | historizáló–eklektikus | |
|     | 59/b. | kétemeletes lakóház              | 19. sz.      |                            | historizáló–eklektikus | |
|     | 60.   | OKISZ Inkubátorház               | 1971–1973    | Mónus János                | modern                 | |

### 61-70.
| Kép | Szám | Név                                   | Építés ideje   | Tervező         | Stílus                 | Megjegyzés |
| --- | ---- | ------------------------------------- | -------------- | --------------- | ---------------------- | ---------- |
|     | 61.  | kétemeletes villa (Pápai-villa)       | 1912           | Ybl Lajos       | historizáló–eklektikus |            |
|     | 62.  | Adler-villa                           | 1910 előtt     |                 | historizáló–eklektikus |            |
|     | 63.  | kétemeletes lakóház                   | 19. sz.        |                 | modern                 |            |
|     | 64.  | Hlavay-villa                          | 1901           | Vezelka Venanto | historizáló–eklektikus |            |
|     | 65.  | kétemeletes lakóház                   | 19. sz.        |                 | historizáló–eklektikus |            |
|     | 66.  | Hlavay-villa                          | 1896           | Vezelka Venanto | alpesi faház stílus    |            |
|     | 67.  | egyemeletes villa (talán Paizs-villa) | 19. sz.        |                 | historizáló–eklektikus |            |
|     | 68.  | háromemeletes lakóház                 | 19. sz.        |                 | historizáló–eklektikus |            |
|     | 69.  | Röser-gimnázium                       | 1893           |                 | historizáló–eklektikus |            |
|     | 70.  | kétemeletes lakóház                   | 20. sz. közepe |                 | modern                 |            |

### 71-80.
| Kép | Szám | Név                                           | Építés ideje | Tervező                              | Stílus                 | Megjegyzés |
| --- | ---- | --------------------------------------------- | ------------ | ------------------------------------ | ---------------------- | --- |
|     | 71.  | földszintes villa                             | 19. sz.      |                                      | historizáló–eklektikus | |
|     | 72.  | Kálosi-villa                                  | 1898         | Lemberger Alfréd                     | historizáló–eklektikus | Románia budapesti nagykövetsége |
|     | 73.  | egyemeletes villa                             | 19. sz.      |                                      | historizáló–eklektikus | Egy időben a Hazafias Népfront XIV. ker. Bizottságának volt székháza.                                                                                            |
|     | 74.  | Óbudai Egyetem Ybl Miklós Építéstudományi Kar | 1901         | Kolbenheyer Gyula és H. Gaál Adorján | historizáló–eklektikus | |
|     | 75.  | földszintes villa                             | 19. sz.      |                                      | historizáló–eklektikus | |
|     | 76.  | kétemeletes lakóház                           | 19. sz.      |                                      | modern                 | |
|     | 77.  | Gerstenberger-villa                           | 1913 előtt   | Gerstenberger Emil                   | historizáló–eklektikus | Itt forgatták az A csíkos pizsamás fiú c. angol-amerikai film egyes jeleneteit 2008-ban.                                                                         |
|     | 78.  | háromemeletes lakóház                         | 19. sz.      |                                      | modern                 | Az épület aljában működik a Stefánia fagylaltozó (Boróka Fagylaltozó). Korábban Schweiger Gyula saját tervezésű villája állt itt (1889). Ezt idővel elbontották. |
|     | 79.  | Stiassny-ház                                  | 1891         | Kallina Mór                          | historizáló–eklektikus | |
|     | 80.  | kétemeletes lakóház                           | 19. sz.      |                                      | historizáló–eklektikus | Az épület aljában működik a Thököly vendéglő. |

### 81-90.
| Kép | Szám | Név                   | Építés ideje | Tervező         | Stílus                 | Megjegyzés |
| --- | ---- | --------------------- | ------------ | --------------- | ---------------------- | --- |
|     | 81.  | kétemeletes lakóház   | 19. sz.      |                 | historizáló–eklektikus | |
|     | 82.  | háromemeletes lakóház | 19. sz.      |                 | premodern              | |
|     | 83.  | Zuglói zsinagóga      | 19. sz.      |                 | historizáló–eklektikus | Az eredetileg lakóépületet 1930-ban vásárolta meg a Bét Sámuel Imaegylet és alakította át ortodox zsinagógává. 2016-ban leégett, felújították. |
|     | 84.  | kétemeletes villa     | 19. sz.      |                 | historizáló–eklektikus | |
|     | 85.  | háromemeletes lakóház | 19. sz.      |                 | historizáló–eklektikus | Az épületben lakott Szép Ernő és Sarkadi Imre író.                                                                                             |
|     | 86.  | Prokisch-villa        | 1902         | Klemm István    | historizáló–eklektikus | Az épületet mai formájára Hajós Alfréd tervezte át.                                                                                            |
|     | 87.  | kétemeletes lakóház   | 19. sz.      |                 | historizáló–eklektikus | |
|     | 88.  | Sonnenfeld-villa      | 1910-es évek |                 | historizáló–eklektikus | |
|     | 89.  | kétemeletes lakóház   | 19. sz.      |                 | historizáló–eklektikus | |
|     | 90.  | Schweiger-villa       | 1893         | Schweiger Gyula | historizáló–eklektikus | |

### 91-100.
| Kép | Szám    | Név                           | Építés ideje | Tervező        | Stílus                 | Megjegyzés |
| --- | ------- | ----------------------------- | ------------ | -------------- | ---------------------- | --- |
|     | 91.     | kétemeletes lakóház           | 19. sz.      |                | historizáló–eklektikus | |
|     | 92.     | földszintes villa             | 19. sz.      |                | historizáló–eklektikus | A Zuglói Vadvirág Bölcsőde működik benne. |
|     | 93.     | kétemeletes lakóház           | 19. sz.      |                | historizáló–eklektikus | |
|     | 94.     | egyemeletes lakóház           | 19. sz.      |                | historizáló–eklektikus | |
|     | 95.     | háromemeletes lakóház         | 19. sz.      |                | historizáló–eklektikus | Az épületben lakott Karinthy Frigyes. |
|     | 96.     | háromemeletes lakóház         | 19. sz.      |                | modern                 | |
|     | 97-101. | Budapest Környéki Törvényszék | 1970–1973    | Kiss E. László | modern                 | A megnyitáskor a Pest megyei bíróság, a Pest megyei Munkaügyi Bíróság, a Pest-vidéki Járásbíróság és a Pest-vidéki Állami Közjegyzői Iroda költözött ide. |
|     | 98.     | kétemeletes lakóház           | 1906         | Székely Vilmos | szecessziós            | |
|     | 100/a.  | háromemeletes lakóház         | 21. sz.      |                | kortársi modern        | |
|     | 100/b.  | háromemeletes lakóház         | 19. sz.      |                | modern                 | |

### 101-110.
| Kép | Szám     | Név                                    | Építés ideje         | Tervező                          | Stílus                 | Megjegyzés                                                                                                |
| --- | -------- | -------------------------------------- | -------------------- | -------------------------------- | ---------------------- | --- |
|     | 102.     | háromemeletes lakóház                  | 1962–1963            | Kuba Gellért és Németh Antal     | modern                 | A korábban 102/a és /b számú telkeken az Országos Takarékpénztár épített 18 lakásos társasházat.          |
|     | 103.     | Zugló megállóhely (1948) és üres telek |                      |                                  |                        | |
|     | 104.     | háromemeletes lakóház                  | 19. sz.              |                                  | historizáló–eklektikus | |
|     | 105-107. | háromemeletes irodaház                 | 1975 előtt           | Heltai György és Törőcsik Sándor | modern                 | Eredetileg CHEMOLIMPEX irodaház                                                                           |
|     | 106-108. | Báthory István park                    |                      |                                  |                        | Az addig névtelen közterület 1989-ben vagy 1990-ben kapott nevet. 1958 óta itt áll Báthory István szobra. |
|     | 109.     | egyemeletes családi ház                |                      |                                  | szecessziós (?)        | |
|     | 110.     | Hotel Pátria                           | 20. sz. második fele |                                  | modern                 | Korábban Honvéd Szálló/Hotel Honvéd                                                                       |

### 111-120.
| Kép | Szám     | Név                                              | Építés ideje | Tervező          | Stílus                 | Megjegyzés |
| --- | -------- | ------------------------------------------------ | ------------ | ---------------- | ---------------------- | --- |
|     | 111.     | Richter Hotel Panzió                             |              |                  | modern                 | |
|     | 112/a.   | háromemeletes lakóház                            |              |                  | modern                 | |
|     | 112/b.   | háromemeletes lakóház                            |              |                  | modern                 | |
|     | 113-115. | Magyar Bányászati és Földtani Szolgálat irodaház | 1971 előtt   | Tallós Elemér    | modern                 | Az 1960-as évekig teniszpálya és jégpálya üzemelt itt. Az épület eredetileg az Eötvös Loránd Geofizikai Intézet központi laboratóriuma és székháza volt. |
|     | 114/a.   | háromemeletes lakóház                            |              |                  | modern                 | |
|     | 114/b.   | földszintes villa                                |              |                  | historizáló–eklektikus | |
|     | 116.     | Boda-villa                                       | 1918         | Boda Imre László | historizáló–eklektikus | |
|     | 117.     | négyemeletes lakóház                             | 20. sz.      |                  | modern                 | |
|     | 118.     | kétemeletes lakóház                              |              |                  | modern                 | |
|     | 119.     | kétemeletes lakóház                              | 20. sz.      |                  | modern                 | |
|     | 120.     | földszintes villa                                |              |                  | historizáló–eklektikus | |

### 121-130.
| Kép | Szám     | Név                   | Építés ideje | Tervező | Stílus                 | Megjegyzés                                          |
| --- | -------- | --------------------- | ------------ | ------- | ---------------------- | --------------------------------------------------- |
|     | 121.     | kétemeletes lakóház   | 19. sz.      |         | modern                 |                                                     |
|     | 122.     | háromemeletes lakóház |              |         | modern                 |                                                     |
|     | 123.     | Postaépület           |              |         | modern                 | Budapest 145 posta működött benne a 2020-as évekig. |
|     | 124-126. | háromemeletes lakóház |              |         | modern                 |                                                     |
|     | 125-127. | kétemeletes lakóház   | 19. sz.      |         | modern                 |                                                     |
|     | 128.     | háromemeletes lakóház |              |         | modern                 |                                                     |
|     | 129.     | háromemeletes lakóház |              |         | modern                 |                                                     |
|     | 130.     | háromemeletes lakóház |              |         | historizáló–eklektikus |                                                     |

### 131-140.
| Kép | Szám     | Név                     | Építés ideje | Tervező | Stílus                 | Megjegyzés |
| --- | -------- | ----------------------- | ------------ | ------- | ---------------------- | ---------- |
|     | 131.     | háromemeletes lakóház   | 19. sz.      |         | modern                 |            |
|     | 132.     | kétemeletes lakóház     |              |         | modern                 |            |
|     | 133-135. | háromemeletes lakóház   | 19. sz.      |         | historizáló–eklektikus |            |
|     | 134.     | háromemeletes lakóház   |              |         | modern                 |            |
|     | 136.     | földszintes villa       | 1900 k.      |         | szecessziós            |            |
|     | 137.     | földszintes családi ház |              |         | modern                 |            |
|     | 138-140. | háromemeletes lakóház   |              |         | modern                 |            |
|     | 139.     | háromemeletes lakóház   |              |         | modern                 |            |

### 141-150.
| Kép | Szám     | Név                                              | Építés ideje | Tervező | Stílus | Megjegyzés |
| --- | -------- | ------------------------------------------------ | ------------ | ------- | ------ | --- |
|     | 141-145. | A Fájdalom tere                                  |              |         |        | |
|     | 142.     | háromemeletes lakóház                            |              |         | modern | |
|     | 144.     | kétemeletes lakóház                              |              |         | modern | |
|     | 146.     | kétemeletes lakóház                              |              |         | modern | A telken volt korábban a Polgári Lövőház. |
|     | 147-153. | háromemeletes lakóházakból álló kisebb lakótelep |              |         | modern | |
|     | 148/a.   | földszintes lakóház                              |              |         | modern | Élelmiszerbolt működik benne. A századfordulón itt volt Del Amico Alberico kőfaragó telepe. Később évtizedekig kőfaragó műhely működött ebben a házban. |
|     | 148/b.   | négyemeletes lakóház                             |              |         | modern | |
|     | 150.     | ötemeletes lakóház                               |              |         | modern | |

### 151-160.
| Kép | Szám     | Név                   | Építés ideje | Tervező | Stílus                 | Megjegyzés |
| --- | -------- | --------------------- | ------------ | ------- | ---------------------- | ---------- |
|     | 152.     | háromemeletes lakóház |              |         | modern                 |            |
|     | 154.     | háromemeletes lakóház |              |         | modern                 |            |
|     | 155-157. | Tisza István tér      |              |         |                        |            |
|     | 156.     | háromemeletes lakóház | 1890         |         | historizáló–eklektikus |            |
|     | 158.     | háromemeletes lakóház |              |         | modern                 |            |
|     | 159.     | földszintes lakóház   |              |         | historizáló–eklektikus |            |
|     | 160.     | háromemeletes lakóház |              |         | modern                 |            |

### 161-170.
| Kép | Szám | Név                   | Építés ideje | Tervező | Stílus                 | Megjegyzés |
| --- | ---- | --------------------- | ------------ | ------- | ---------------------- | ---------- |
|     | 161. | földszintes lakóház   |              |         | historizáló–eklektikus |            |
|     | 162. | háromemeletes lakóház | 19. sz.      |         | népies szecessziós     |            |
|     | 163. | földszintes lakóház   |              |         | modern                 |            |
|     | 164. | földszintes épület    |              |         | modern (?)             |            |
|     | 165. | háromemeletes lakóház |              |         | modern                 |            |
|     | 166. | földszintes villa     | 1920         |         | historizáló–eklektikus |            |
|     | 167. | háromemeletes lakóház | 1900 k.      |         | szecessziós            |            |
|     | 168. | háromemeletes lakóház |              |         | historizáló–eklektikus |            |
|     | 169. | földszintes villa     |              |         | historizáló–eklektikus |            |
|     | 170. | háromemeletes lakóház | 19. sz.      |         | historizáló–eklektikus |            |

### 171-180.
| Kép | Szám   | Név                       | Építés ideje | Tervező | Stílus                 | Megjegyzés                                                                                            |
| --- | ------ | ------------------------- | ------------ | ------- | ---------------------- | --- |
|     | 171.   | földszintes villa         | 1906         |         | historizáló–eklektikus | |
|     | 172.   | háromemeletes lakóház     | 20. sz.      |         | modern                 | |
|     | 173.   | Zugló kocsiszín           | 1899         |         | historizáló–eklektikus | A páratlan oldal utolsó épülete.                                                                      |
|     | 174.   | háromemeletes lakóház     |              |         | modern                 | |
|     | 176.   | háromemeletes lakóház     |              |         | historizáló–eklektikus | |
|     | 178/a. | egyemeletes villa         |              |         | historizáló–eklektikus | |
|     | 178/b. | földszintes étteremépület |              |         | modern                 | 2018/2022 között elbontásra került. A terület jelenleg (2023) üres telek. A páros oldal utolsó telke. |

## Egyéb irodalom, hivatkozások
- Budapest lexikon. Főszerk. Berza László. 2. bőv., átdolg. kiad. Budapest, 1993. Akadémiai K. ISBN 9630564092
- Budapest teljes utcanévlexikona. Szerk. Ráday Mihály. (hely nélkül): Sprinter. 2003.  ISBN 963 9469 06 8
- Déry Attila: Terézváros–Erzsébetváros. VI–VII. kerület. TERC Kft., Budapest, 2006. ISBN 9789639535374 (Budapest építészeti topográfiája III.)
- Google térkép adatai
- Openstreetmap térkép adatai
- Gerle János – Kovács Attila – Makovecz Imre: A századforduló magyar építészete. Szépirodalmi Könyvkiadó, Budapest, 1990, ISBN 963-15-4278-5
- (szerk.) Fodor Béla: Zuglói lexikon, Herminamező Polgári Köre, 2009, ISBN 978-963-9935-05-1 (léteznek a műből 1998-as, 2003-as és 2015-ös kiadások is, elektronikusan a 2009-es elérhető)
- Havas Gyöngyvér: Schweiger Gyula (1846–1930) In: (szerk.) Rozsnyay József: Építőművészek a historizmustól a modernizmusig, Terc Kereskedelmi és Szolgáltató Kft. Szakkönyvkiadó Üzletága, Budapest, 2018, ISBN 978-615-5445-52-1